# Arthur Conan Doyle
Arthur Ignatius Conan Doyle (ur. 22 maja 1859 w Edynburgu, zm. 7 lipca 1930 w Crowborough) – szkocki pisarz, lekarz, wolnomularz, spirytysta, czołowy przedstawiciel nurtu powieści detektywistycznych, twórca postaci Sherlocka Holmesa.

## Życiorys
Doyle pochodził ze spauperyzowanej arystokratycznej rodziny. Wychowywany był jako katolik, lecz później odrzucił wiarę i stał się agnostykiem. Jego ojciec, alkoholik i narkoman, znęcał się nad dziećmi i żoną. Matka Arthura dorabiała jako praczka, by wyżywić rodzinę.
Ukończył studia medyczne w Edynburgu i do 1890 prowadził praktykę lekarską. Później zajął się wyłącznie pisarstwem. Oprócz utworów kryminalnych pisał również powieści historyczne, fantastyczno-naukowe, sensacyjne i książki niebeletrystyczne. Oprócz pisarstwa, zajmował się spirytyzmem (patrz niżej) oraz badaniem historii starożytnych Greków.
Do jego najważniejszych dzieł należą: Pies Baskerville’ów, Studium w szkarłacie oraz wielokrotnie ekranizowana powieść Zaginiony świat, w której wykreował postać ekscentrycznego naukowca George’a Challengera. Na jego dorobek składają się także próby poetyckie oraz kilka opowieści grozy i strachu, utrzymanych w stylistyce XIX-wiecznych romansów gotyckich, prozy Edgara Allana Poego czy Ambrose Bierce'a.

## Fascynacja spirytyzmem
Zajmował się spirytyzmem, którego był gorącym entuzjastą przez większość życia. To z tego powodu utracił przyjaźń z Harrym Houdinim, który zajmował się demaskowaniem spirytystów. Doyle sądził, że sam Houdini jest potężnym medium spirytystycznym, uważając wiele jego sztuczek za przejawy działania sił paranormalnych, a jego demaskatorska działalność jest po prostu pozbywaniem się konkurencji (zobacz tekst: Na skraju nieznanego Doyle’a, opublikowany po śmierci Houdiniego, w 1931). Sprawa ta uczyniła z tych dwóch niegdysiejszych przyjaciół publicznych wrogów.
Do zainteresowania spirytyzmem Doyle’a skłoniła osobista tragedia. Podczas I wojny światowej stracił syna, brata, szwagra i siostrzeńca. Zrozpaczony, zaczął chodzić z żoną na seanse spirytystyczne w nadziei, że będzie mógł porozmawiać ze zmarłym synem.
Conan Doyle miał duży wkład w rozwój literatury spirytystycznej – jest m.in. autorem dwutomowego dzieła The History of Spiritualism (1926) i autorem przekładu na język angielski francuskiego dzieła Léona Denis Le mystère de Jeanne d'Arc (tytuł ang. The Mystery of Joan d'Arc).

## Postać Conana Doyle’a w kulturze masowej
Arthur Conan Doyle jest bohaterem literackim i filmowym. Jako bohater literacki występuje w powieściach Lista siedmiorga, Spisek sześciu Marka Frosta, Arthur i George Juliana Barnesa oraz w serii Kroniki Imaginarium Geographica Jamesa Owena. Postać Doyle’a występuje także w miniserialu Sherlock Holmes: Mroczne początki, w mandze i anime Kuroshitsuji oraz w serialu Detektyw Murdoch (odcinki To proste, mój drogi Murdochu, Brzuchomówca i Studium Sherlocka).
Jego nazwiskiem nazwano szczyt w Belize. 

## Publikacje

### Książki o Sherlocku Holmesie

#### Powieści
- Studium w szkarłacie (A Study in Scarlet, 1887, wyd. pol. 1956)
- Znak czterech (The Sign of the Four, 1890, wyd. pol. 1898)
- Pies Baskerville’ów (The Hound of the Baskervilles, 1902, wyd. pol. 1902)
- Dolina trwogi (w innym przekładzie jako Dolina strachu) (The Valley of Fear, 1915, wyd. pol. 1927)

#### Zbiory opowiadań
- Przygody Sherlocka Holmesa (The Adventures of Sherlock Holmes, 1892, wyd. pol. 1955, w innym przekładzie jako Zagadki Sherlocka Holmesa)
- Wspomnienia Sherlocka Holmesa (The Memoirs of Sherlock Holmes, 1894)
- Powrót Sherlocka Holmesa (The Return of Sherlock Holmes, 1905)
- Jego ostatni ukłon (His Last Bow, 1917)
- Księga przypadków Sherlocka Holmesa (The Case-Book of Sherlock Holmes, 1927)

### Opowieści o profesorze Challengerze

#### Powieści
- Zaginiony świat (The Lost World, 1912, wyd. pol. 1919)
- Trujące pasmo (The Poison Belt, 1913)
- Kraina mgieł (The Land of Mist, 1926)[2]

#### Opowiadania
- Eksperyment profesora Challengera (When the World Screamed, 1928)
- Groźna maszyna (The Disintegration Machine, 1929)

### Powieści i zbiory opowiadań historycznych

#### Przygody brygadiera Gerarda
- Fortele brygadiera Gerarda (The Exploits of Brigadier Gerard, 1896)[3] – zbiór opowiadań
- Spiskowcy (Uncle Bernac, dosł. Wuj Bernac, 1897) – powieść
- Przygody Gerarda (The Adventures of Gerard, 1903)[3] – zbiór opowiadań

#### Inne
- Micah Clarke (1888)
- Biała Kompania (The White Company, 1890)
- Groźny cień (The Great Shadow, 1892)

### Inne
- Tragedia Koroska (The Tragedy of the Korosko, 1898)
- Wielka wojna burska (The Great Boer War, 1900)
- Opowieści przy ogniu (Round the Fire Stories, 1908) - zbiór opowieści grozy i kryminalnych
- Duet z przygodnie stosowanym chórem (A Duet: With Occasional Chorus, 1914)
- Głębina Maracot (The Maracot Deep, 1928)

## Bohaterowie wykreowani przez Arthura Conana Doyle’a

### Bohaterowie książek o Sherlocku Holmesie
- Sherlock Holmes – słynny detektyw
- Doktor John Watson – doktor medycyny, wierny przyjaciel, pomocnik i kronikarz Holmesa
- Pani Hudson – gospodyni w mieszkaniu na Baker Street 221b
- Inspektor G. Lestrade – detektyw policyjny i przyjaciel Holmesa
- Peterson – służący detektywa; choć służył (jak należy mniemać) detektywowi wiele lat, jego imię pada jedynie w opowiadaniu Błękitny Karbunkuł
- Profesor Moriarty – geniusz świata przestępczego, niedoszły morderca Holmesa nad wodospadem Reichenbach
- Pułkownik Sebastian Moran – jeden z największych wrogów Holmesa; dziedzic spuścizny Moriarty’ego; skazany na więzienie – patrz: Przygoda w pustym domu (lub Pusty dom)
- Kapitan James Calhoun – morderca i przywódca Ku Klux Klanu; poszukiwany przez Holmesa, zginął na statku w czasie sztormu – patrz: Pięć pestek pomarańczy
- Woodley – szeregowy, powrócił z Afryki, główny prześladowca Violet Smith; skazany na więzienie – patrz: Samotna cyklistka
- Irene Adler – kochanka króla Bohemii, jako jedyna przechytrzyła Sherlocka Holmesa
- Carruthers – wojskowy, powrócił z Afryki, kolega Woodleya i jeden z prześladowców Violet Smith, oczyszczony z zarzutów – patrz: Samotna cyklistka

### Inni bohaterowie
- Prof. George Edward Challenger – ekscentryczny naukowiec o autorytarnych skłonnościach i popędliwym charakterze, głęboko przekonany o swojej wielkiej wartości i nieomylności; bohater serii 3 powieści (m.in. Zaginionego świata) i 2 opowiadań.
- Brygadier (Etienne) Gerard – oficer huzarów w armii francuskiej, służący podczas wojen napoleońskich, bohater serii 17 opowiadań historycznych i 2 zbiorów nowel; najbardziej rzucającą się w oczy cechą Gerarda jest jego wielka próżność – jest on całkowicie przekonany, że jest najdzielniejszym żołnierzem, najlepszym szermierzem i najbardziej sprawnym jeźdźcem w armii oraz najbardziej szarmanckim kochankiem we Francji – co nie do końca jest pozbawione podstaw, ponieważ nie raz okazuje swą odwagę, brawurę i męstwo